# Muriel Rukeyser
Muriel Rukeyser (* 15. Dezember 1913 in New York City; † 12. Februar 1980 ebenda) war eine US-amerikanische Schriftstellerin, Übersetzerin und politische Aktivistin. Ihr Leben und Werk wurde von den Themen Gleichberechtigung, Feminismus, soziale Gerechtigkeit und Judentum bestimmt.

## Leben und Werk
Rukeyser entstammte einer wohlhabenden jüdisch-amerikanischen Familie. Sie besuchte zunächst die Privatschule Ethical Culture Fieldston in der Bronx, anschließend das Vassar College in Poughkeepsie sowie zwei Jahre von 1930 bis 1932 die Columbia University, welche sie ohne Abschluss verließ.
Ihre literarische Karriere begann 1935 mit der Veröffentlichung des Gedichtbandes Theory of Flight in der Yale Younger Poets Series. Die Auswahl des Bandes für diese Serie, zu der Rukeyser infolge einer Flugstunde inspiriert wurde, hatte der Schriftsteller Stephen Vincent Benét vorgenommen. Neben ihrer schriftstellerischen Tätigkeit setzte sie sich schon früh für eine progressive Politik ein, die sie in Gedichten, Artikeln und Reportagen sowie als politische Aktivistin vertrat. Sie veröffentlichte dabei in Publikationen wie Daily Worker, Decision und Life & Letters Today (London).
Bereits mit 18 Jahren berichtete sie vom Prozess gegen die Scottsboro Boys, in diesem wurden im März 1931 neun junge Schwarze im Alter von 13 bis 21 Jahren inhaftiert und beschuldigt, zwei weiße Frauen in einem Zug vergewaltigt zu haben. Der Schauplatz des Prozesses war Scottsboro in Alabama, in dem offensichtlich tendenziösen und rassistischen Prozess wurden acht der meist Jugendlichen zum Tode und einer zu lebenslanger Haft verurteilt, der Prozess ging später als einer der berüchtigtsten Bürgerrechtsprozesse in die Geschichte der Vereinigten Staaten ein.
Für Life & Letters Today reiste Rukeyser 1936 nach Barcelona, um von dort über die Volksolympiade zu berichten, welche die katalanische Regierung aus Protest gegen die „Nazi“-Olympiade in Berlin ausrichten wollte. Die Olympiade musste jedoch aufgrund des Ausbruches des Spanischen Bürgerkrieges abgebrochen werden. Trotzdem fand Rukeyser genügend Material dazu, das sie in diversen Veröffentlichungen verarbeiten konnte.
Ihre wohl bekannteste Reportage war die investigativ recherchierte Berichterstattung über das arbeitsmedizinische Desaster beim Bau des Hawk’s Nest Tunnel. Rukeyser schrieb über die unmittelbaren, und insbesondere später auftretenden Folgen bei überwiegend schwarzen Arbeitern eines Tunnelbauprojektes nahe Charleston in West Virginia. Durch fehlende Arbeitsschutzmaßnahmen waren die Arbeiter ungeschützt hohen Staubbelastungen ausgesetzt, obwohl das Management der ausführenden Fa. Union Carbide die bestehende Gefahr kannte (während der Inspektion trugen Manager bspw. Staubmasken). Mehrere tausend der Tunnelarbeiter verstarben innerhalb weniger Jahre an Silikose, einer Form der Staublunge. Die Autorin dokumentierte und verarbeitete viele Details der gemachten Aufzeichnungen in ihrem Gedichtband Book of the Dead (1937).
Während und nach dem Zweiten Weltkrieg hielt sie zunächst eine Reihe von viel beachteten öffentlichen Vorträgen, veranstaltete Workshops für Führungskräfte, gab Seminare für Universitätsklassen und veröffentlichte einen weiteren Gedichtband The Life of Poetry. 1947 bekam sie zudem einen unehelichen Sohn. In dieser Zeit musste sich oftmals gegen konservative Moralisten behaupten, welche in einer ledigen Mutter mit radikalem politischen Engagement, noch dazu ohne eigene akademische Laufbahn, ein bedenkliches Vorbild für ihre Kinder sahen.
In den 1960er und 70er Jahren wurde sie politisch und literarisch wieder aktiver, sie setzte ihren Einsatz u. a. als Präsidentin des amerikanischen P.E.N.-Zentrums fort. So unternahm sie, gemeinsam mit der Dichterin Denise Levertov, eine inoffizielle Friedensmission nach Hanoi, um gegen den Vietnamkrieg zu demonstrieren. Bereits 1968 hatte sie den Protestaufruf Writers and Editors War Tax Protest unterschrieben, in dem die Unterzeichner schworen, die Zahlung von Steuern aus Protest gegen den Krieg zu verweigern. Das titelgebende Gedicht ihres letzten Gedichtbandes The Gates handelt unter anderem von dem erfolglosen Versuch, sich für den zum Tode verurteilten südkoreanischen Dichter Kim Chi-Ha einzusetzen und ihn in seiner Todeszelle zu besuchen. 1967 wurde sie in die American Academy of Arts and Letters gewählt.

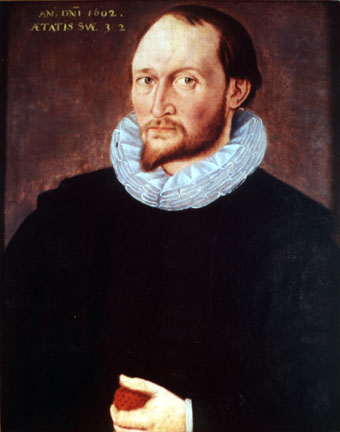
Umschlagsbild der Biographie The Traces of Thomas Hariot von Muriel Rukeyser

Sie war Autorin von Romanen, Essays, Kinderbüchern und feministischen Theaterstücken. Neben ihrem dichterischen Schaffen schrieb sie Biographien über Josiah Willard Gibbs, Wendell Willkie und Thomas Harriot und übersetzte Werke von Octavio Paz und Gunnar Ekelöf.
Muriel Rukeyser starb am 12. Februar 1980 in New York durch einen von ihrem Diabetes verstärkten Schlaganfall. Sie wurde 66 Jahre alt.

## Rezeption
Rukeyser wurde in diversen Medien zitiert und weiterverarbeitet. So zitiert Jeanette Winterson das Gedicht King’s Mountain in ihrem Roman Gut Symmetries (dt. Das Schwesteruniversum) (1997). Eine Übersetzung Rukeysers von einem Octavio-Paz-Gedicht verwendete Eric Whitacre für seine Komposition Water Night. In der Oper Doctor Atomic von John Adams stammen diverse Texte ebenso von ihr wie in Libby Larsens Werk Love After 1950 aus dem Jahre 2000. Richard David Precht stellte 2015 seiner dreibändigen Geschichte der Philosophie ein Zitat von Muriel Rukeyser voran: The Universe is made of stories, not of atoms.

## Werke (Auswahl)
- Theory of flight., New Haven, 1935.
- Willard Gibbs: American Genius., Woodbridge CT., 1942.
- The life of poetry., New York, 1949.
- One Life., New York, 1957, Biographie von Wendell Willkie.
- The outer banks. (Sea poetry)., Santa Barbara, 1967.
- The speed of darkness., New York, 1968.
- The traces of Thomas Hariot., New York, 1971.
- Breaking Open., New York, 1973.
- The gates: poems., New York, 1976.
- The Collected Poems of Muriel Rukeyser., Pittsburgh, 2005.